# Italservice Calcio a 5 2021-2022
La voce raccoglie i dati riguardanti l'Italservice Calcio a 5, squadra di calcio a 5 militante in serie A, nelle competizioni ufficiali del 2021-2022.

## Trasferimenti

### Sessione estiva
| Carlos Espíndola | ElPozo Murcia     |
| Massimo De Luca  | Real San Giuseppe |
| Lucas Bolo       | San Lorenzo       |

| Marcelo Padilha Gonçalves | Olimpus Roma |
| Jefferson Gomes Pessoa    | Petrarca     |
| You Nouss Guennounna      | Sandro Abate |

### Sessione invernale
| Manuel Cianni | Porto San Giorgio |

| Michele Miarelli | Ecocity Genzano |

## Prima squadra
| N° | Naz.                 | Ruolo | Sportivo            | Anno       |  |  |
| -- | -------------------- | ----- | ------------------- | ---------- |  |  |
| 1  | Italia (bandiera)    | POR   | Michele Miarelli    | 29.04.1984 |  |  |
| 2  | Italia (bandiera)    | POR   | Paolo Del Grosso    | 28.06.1985 |  |  |
| 5  | Italia (bandiera)    | DIF   | Felipe Tonidandel   | 21.05.1990 |  |  |
| 6  | Brasile (bandiera)   | POR   | Carlos Espíndola    | 12.07.1993 |  |  |
| 7  | Italia (bandiera)    | LAT   | Giuliano Fortini    | 08.09.1996 |  |  |
| 8  | Paraguay (bandiera)  | LAT   | Javier Adolfo Salas | 22.09.1993 |  |  |
| 9  | Italia (bandiera)    | UNI   | Humberto Honorio    | 21.07.1983 |  |  |
| 10 | Argentina (bandiera) | LAT   | Cristian Borruto    | 07.05.1987 |  |  |
| 11 | Italia (bandiera)    | LAT   | Mauro Canal         | 25.06.1986 |  |  |
| 14 | Argentina (bandiera) | DIF   | Pablo Taborda       | 03.09.1986 |  |  |
| 15 | Italia (bandiera)    | LAT   | Alex Ugolini        | 27.08.2001 |  |  |
| 17 | Argentina (bandiera) | LAT   | Leandro Cuzzolino   | 21.05.1987 |  |  |
| 18 | Italia (bandiera)    | PIV   | Júlio De Oliveira   | 08.06.1991 |  |  |
| 24 | Argentina (bandiera) | DIF   | Lucas Bolo          | 12.03.1992 |  |  |
| 27 | Italia (bandiera)    | POR   | Manuel Cianni       | --.--.2001 |  |  |
| 77 | Italia (bandiera)    | LAT   | Massimo De Luca     | 07.10.1987 |  |  |

## Under-19
| N° | Naz.              | Ruolo | Sportivo               | Anno       |  |  |
| -- | ----------------- | ----- | ---------------------- | ---------- |  |  |
| 2  | Italia (bandiera) | LAT   | Vincenzo Borea         | --.--.---- |  |  |
| 2  | Italia (bandiera) | PIV   | Davide Ferraresi       | 07.10.2004 |  |  |
| 2  | Italia (bandiera) | LAT   | Giordano Michelangelo  | 06.08.2004 |  |  |
| 2  | Italia (bandiera) | LAT   | Diego Della Costanza   | --.--.---- |  |  |
| 2  | Italia (bandiera) | LAT   | Giacomo Paterniani     | --.--.---- |  |  |
| 2  | Italia (bandiera) | LAT   | Giovanni Aloisi        | 23.12.2005 |  |  |
| 2  | Italia (bandiera) | LAT   | Mattia Carbone         | --.--.---- |  |  |
| 2  | Italia (bandiera) | LAT   | Gregorio Filiaggi      | 07.12.2005 |  |  |
| 2  | Italia (bandiera) | LAT   | Luis Likaxhiu          | 22.04.2004 |  |  |
| 2  | Italia (bandiera) | LAT   | Leonardo D'Ambrosio    | --.--.---- |  |  |
| 2  | Italia (bandiera) | LAT   | Abdellah Tazine        | --.--.---- |  |  |
| 2  | Italia (bandiera) | LAT   | Andrea Ciappici        | 16.05.2003 |  |  |
| 3  | Italia (bandiera) | UNI   | Filippo Mariani        | --.--.---- |  |  |
| 3  | Italia (bandiera) | PIV   | Tommaso Del Pivo       | 28.12.2003 |  |  |
| 3  | Italia (bandiera) | LAT   | Francesco Pacini       | 13.05.2003 |  |  |
| 3  | Italia (bandiera) | LAT   | Fabio Gaetano Frontino | 07.02.2006 |  |  |
| 3  | Italia (bandiera) | LAT   | Mattia Campanelli      | --.--.---- |  |  |
| 3  | Italia (bandiera) | LAT   | Omar Obbar             | --.--.---- |  |  |
| 3  | Italia (bandiera) | LAT   | Daniele Cipriani       | --.--.---- |  |  |
| 3  | Italia (bandiera) | LAT   | Endri Zalli            | 12.07.2001 |  |  |
| 6  | Italia (bandiera) | LAT   | Nicolò Ceccolini       | 03.09.2003 |  |  |
| 12 | Italia (bandiera) | POR   | Tommaso Vesprini       | 18.01.2004 |  |  |
| 15 | Italia (bandiera) | LAT   | Giovanni Scida         | 03.10.2005 |  |  |
| 15 | Italia (bandiera) | LAT   | Alex Bragagnolo        | --.--.---- |  |  |
| 15 | Italia (bandiera) | LAT   | Giovanni Girometti     | --.--.---- |  |  |
| 15 | Italia (bandiera) | LAT   | Riccardo Spinelli      | --.--.---- |  |  |
| 15 | Italia (bandiera) | LAT   | Luca Rossi             | --.--.---- |  |  |
| 20 | Italia (bandiera) | LAT   | Leonardo Tiso          | 14.02.2005 |  |  |
| 27 | Italia (bandiera) | LAT   | Luca Costanzi          | 03.01.2006 |  |  |
| 27 | Italia (bandiera) | LAT   | Riccardo Oliva         | --.--.---- |  |  |
| -  | Italia (bandiera) | LAT   | Loris Cimino           | --.--.---- |  |  |

## Risultati

### Serie A
|  | Pos. | Squadra     | Pt | G  | V  | N | P | GF | GS | DR  |
|  | ---- | ----------- | -- | -- | -- | - | - | -- | -- | --- |
|  | 1.   | Italservice | 62 | 30 | 18 | 8 | 4 | 87 | 59 | +28 |

### Play-off
Quarto di finale
Andata
| Arbitri: | Fabiano Maragno (Bologna) Elena Lunardi (Padova) Marco Moro (Latina) |
| Crono:   | Alessandra Carradori (Roma 1)                                        |

|              |           |                                                                                                |
| Pina 39'10'’ | Marcatori | 3'30'’, 19'20'’ Borruto 10'36'’ De Luca 16'36'’ Tonidandel 33'19'’ Honorio 38'08'’ De Oliveira |

Ritorno
| Arbitri: | Alessandra Carradori (Roma 1) Walter Suelotto (Bassano del Grappa) Andrea Colombo (Modena) |
| Crono:   | Davide Plutino (Reggio Emilia)                                                             |

|                                                                       |           |                                     |
| Ja. Salas 1'27'’ Taborda 8'53'’, 19'37'’ Bolo 18'39'’ Borruto 27'54'’ | Marcatori | 5'50'’ Raubo 27'28'’, 33'50'’ Salla |

Semifinale
Gara 1
| Arbitri: | Simone Micciulla (Roma 2) Alex Iannuzzi (Roma 1) Massimo Tariciotti (Ciampino) |
| Crono:   | Fabio Maria Malandra (Avezzano)                                                |

|                     |           |                                                                                              |
| Fernandinho 18'17'’ | Marcatori | 0'24'’, 37'39'’ Borruto 3'28'’ De Oliveira 5'22'’ Taborda 9'15'’ Ja. Salas 10'17'’ Cuzzolino |

Gara 2
| Arbitri: | Giovanni Zannola (Ostia Lido) Marco Moro (Latina) Andrea Saggese (Rovereto) |
| Crono:   | Davide Plutino (Reggio Emilia)                                              |

| |           |                                                   |
| Bolo 1'00'’ Borruto 7'00'’, 13'00'’, 32'00'’ C. Espíndola 9'00'’ Honorio 15'00'’ Tonidandel 37'00'’ | Marcatori | 11'00'’, 30'00'’ Turmena 33'00'’, 34'00'’ Fortino |

Finale
Gara 1
| Arbitri: | Chiara Perona (Biella) Lorenzo Di Guilmi (Vasto) Arrigo D'Alessandro (Policoro) |
| Crono:   | Saverio Carone (Bari)                                                           |

|                                               |                      |                                              |
| Trentin 37'54'’                               | Marcatori            | 37'54'’ (rig.) Cuzzolino                     |
| Calderolli Trentin Selucio Schiochet Luizinho | Tiri di rigore 5 – 4 | Bolo Ja. Salas De Oliveira Cuzzolino De Luca |

Gara 2
| Arbitri: | Giulio Colombin (Bassano del Grappa) Simone Zanfino (Agropoli) Simone Micciulla (Roma 2) |
| Crono:   | Dario Di Nicola (Pescara)                                                                |

|                                                                                 |           |                 |
| Ja. Salas 0'25'’, 36'05'’ Bolo 20'22'’, 37'21'’, 39'31'’ (rig.) Taborda 33'57'’ | Marcatori | 36'53'’ Bissoni |

Gara 3
| Arbitri: | Giovanni Zannola (Ostia Lido) Luigi Alessi (Taurianova) Alex Iannuzzi (Roma 1) |
| Crono:   | Andrea Colombo (Modena)                                                        |

|                                                      |           |                                                    |
| Honorio 4'46'’ Taborda 18'04'’, 34'13'’ Bolo 38'19'’ | Marcatori | 4'15'’ Selucio 15'12'’ Calderolli 21'58'’ Luizinho |

### UEFA Futsal Champions League
Turno principale
Percorso A
Gruppo 4
| Pos. | Squadra         | P.ti | G | V | N | P | GF | GS | DR |
| ---- | --------------- | ---- | - | - | - | - | -- | -- | -- |
| 4.   | Italservice (H) | 3    | 3 | 1 | 0 | 2 | 8  | 8  | 0  |

| Arbitri: | Javier Moreno Reina Murat Colak Vlad Nicolae Ciobanu |
| Crono:   | Giovanni Zannola                                     |

|                                          |           |                         |
| Sokolov 8'07'’ Antoškin 21'29'’, 26'13'’ | Marcatori | 5'39'’, 33'17'’ Taborda |

| Arbitri: | Vlad Nicolae Ciobanu Javier Moreno Reina Vasilios Christodoulis |
| Crono:   | Giovanni Zannola                                                |

|                                                                         |           |                              |
| De Oliveira 2'43'’ Seidler 17'57'’ (aut.) Canal 23'05'’ Fortini 33'51'’ | Marcatori | 16'29'’ Rick 39'56'’ Rešetár |

| Arbitri: | Javier Moreno Reina Murat Colak Vasilios Christodoulis |
| Crono:   | Giovanni Zannola                                       |

|                                     |           |                                            |
| Tonidandel 7'20'’ Ja. Salas 34'02'’ | Marcatori | 17'54'’, 27'20'’ Tūrsağūlov 34'51'’ Favero |

### Coppa Italia
Quarto di finale
| Arbitri: | Nicola Acquafredda (Molfetta) Fabio Rocco De Pasquale (Marsala) Elena Lunardi (Padova) |
| Crono:   | Luca Petrillo (Catanzaro)                                                              |

|                                                                       |           |  |
| Ja. Salas 4'17'’ Honorio 7'28'’ Cuzzolino 16'12'’ De Oliveira 19'20'’ | Marcatori |  |

Semifinale
| Arbitri: | Giovanni Zannola (Ostia Lido) Michele Ronca (Rovigo) Alessandro Ribaudo (Roma 2) |
| Crono:   | Massimo Tariciotti (Ciampino)                                                    |

|  |           |                              |
|  | Marcatori | 22'13'’ Bolo 38'43'’ Taborda |

Finale
| Arbitri: | Dario Pezzuto (Lecce) Nicola Manzione (Salerno) Vincenzo Sgueglia (Civitavecchia) |
| Crono:   | Marco Moro (Latina)                                                               |

| |            | |
| Dimas 36'01'’ | Marcatori  | 39'05'’ Borruto 39'39'’ Taborda |
| · Daniele Ducci 13 · Antonio Bagatini 14 · 9'13'’ Rudinei Tres 3 · Douglas Nicolodi 21 · Marcelinho 19 · William Giammarile 12 · Fabio Tondi 22 · Simone Achilli 8 · Mateus Garcia 16 · Alessio Di Eugenio 23 · Rafael Rizzi 27 · Dimas 77 · Angelo Schininà 88 · 33'31'’, 39'22'’Caio Junior 99 | Formazioni | · 6 Carlos Espíndola · 5 Felipe Tonidandel 13'31'’ · 11 Mauro Canal · 17 Leandro Cuzzolino · 18 Júlio De Oliveira · 12 Tommaso Vesprini · 27 Manuel Cianni · 2 Giuseppe Melise · 3 Abdellah Tazine · 8 Javier Adolfo Salas · 10 Cristian Borruto · 14 Pablo Taborda · 15 Omar Obbar · 77 Massimo De Luca |
| Daniele D'Orto | Allenatori | Fulvio Colini |

### Supercoppa italiana
| Arbitri: | Luigi Alessi (Taurianova) Michele Ronca (Rovigo) Salvatore Minichini (Ercolano) |
| Crono:   | Antonio Marino (Agropoli)                                                       |

| |            | |
| De Oliveira 23'50'’ Salas 30'09'’, 34'59'’ Taborda 37'14'’ Borruto 42'06'’ Honorio 48'58'’ | Marcatori  | 18'40'’, 33'53'’, 48'01'’ Calderolli 26'28'’ (aut.) Cianni 30'48'’ Schiochet |
| · Manuel Cianni · Felipe Tonidandel · Javier Adolfo Salas · Mauro Canal · Cristian Borruto · Nicolò Ceccolini · Filippo Mariani · Giuliano Fortini · Humberto Honorio · Pablo Taborda · Leandro Cuzzolino · Júlio De Oliveira · Massimo De Luca · Tommaso Vesprini | Formazioni | · Carlos Dalcin · Sergio Romano · Fabricio Calderolli · Murilo Schiochet · Pesk · Vavà · Vincenzo Caponigro · Rodrigo Trentin · Thiago Bissoni · Gerardo Senatore · Antonio Melillo · Giancarlo Selucio · Samuele Glielmi · Marco Pasculli |
| Fulvio Colini | Allenatori | Salvatore Samperi |